# Mathilde Forget
Mathilde Forget es una escritora y compositora francesa.

## Biografía

### Infancia y educación
Tiene un máster en creación musical y sonora y un máster en creación literaria por la Universidad París-VIII-Vincennes-Saint-Denis.

### Carrera
Intérprete y compositora, se dio a conocer con su álbum «Le Sentiment et les Forêts», que recibió el Prix Jeune Talent en 2013, que fue coproducido con Édith Fambuena, directora de los álbumes de Alain Bashung. También participó en el Chantier des Francofolies 2013, destinado a descubrir a jóvenes artistas, y en Solidays 2014.
En 2019 aparece su primera novela, À la demande d'un tiers. El libro trata sobre el internamiento psiquiátrico, el amor y la hermandad. «Con esta primera novela, breve e intensa, la novelista no se complica con una narración lineal, sino que va desvelando, como lo hace la memoria, los episodios que permiten reconstruir el rompecabezas de una historia. La escritura es enérgica, rítmica como una balada musical. El tono nunca es lacrimoso, al contrario, el humor impregna constantemente esta tragedia narrada con ternura», escribe la periodista de France Télévisions. La novela fue una de las finalistas del Prix du premier Roman 2019.
En 2021, publicó su segunda novela, De mon plein gré. El libro retrata el interrogatorio policial de una mujer que denuncia haber sido violada y destaca la culpa que sienten las víctimas, destaca la culpa que sienten las víctimas que se enfrentan a la situación de sentirse las delincuentes. «Tras una primera novela aclamada, Mathilde Forget firma Por mi propia voluntad: un libro corto que no encaja en ninguna categoría, excepto la de literatura», escribe Virginie Bloch-Lainé en la revista ELLE. La autora se inspira en su propia historia
En 2023, prologó una edición ampliada  de la novela de Violette Leduc Ravages.

### Novelas
- Por mi propia voluntad, 2021, Grasset
- À la demande d'un tiers, 2019, Grasset

### Álbum
- Le Sentiment et les Forêts (2014)